# Herbert Brown
Herbert Charles Brown (Londen, 22 mei 1912 – West Lafayette (Indiana), 19 december 2004) was een Amerikaans chemicus en winnaar van de Nobelprijs voor Scheikunde in 1979 voor de ontwikkeling van boorverbindingen als belangrijke reagentia in organische syntheses.

## Biografie
Brown is in 1912 in Londen geboren als Herbert Brovarnik als zoon van twee Oekraïense joodse immigranten, Charles en Pearl Gorinstein Brovarnik. Toen hij twee jaar oud was verhuisde hij naar de Verenigde Staten, waar hij in 1935 ging studeren aan de Universiteit van Chicago en in 1936 zijn bachelor behaalde. In datzelfde jaar werd hij Amerikaans staatsburger en in 1937 trouwde hij met Sarah Baylen. In 1938 haalde hij zijn doctoraal aan de Universiteit van Chicago en daarna begon zijn academische carrière. Na vier jaar docent te zijn geweest aan de Wayne-universiteit werd hij in 1947 professor in de anorganische chemie aan de Purdue-universiteit, welke positie hij behield tot aan zijn emeritaat in 1978.

## Werk
Tijdens de Tweede Wereldoorlog was Brown verbonden aan het Manhattanproject. Hij hield zich onder andere bezig met de productie van vluchtige uraniumverbindingen om hiermee in een gasdiffusieproces uranium mee te verrijken. In deze periode ontdekte hij, terwijl hij samenwerkte met Hermann Irving Schlesinger, een methode voor de productie van natriumboorhydride (NaBH4), een reagens op basis van boor dat gebruikt kan worden voor de productie van boranen. Hun ontdekking was dat onverzadigde organische moleculen op eenvoudige wijze omgezet kunnen worden in organoboranen door hydroboratie reacties. Deze verrichtingen leidden tot de ontdekking van de eerste algemene methode voor de productie van asymmetrische zuivere enantiomeren. Deze reagentia zijn van groot belang in de farmaceutica en in de chemische industrie voor de fabricage van onder andere kleurstoffen en landbouwchemicaliën.